# Kintetsu série 22600
La série 22600 (22600系, 22600-kei) est un type de rame automotrice électrique exploité par la compagnie Kintetsu au Japon.

## Description
La série comprend 14 rames fabriquées par Kinki Sharyo, composées de 2 voitures (12 rames) ou 4 voitures (2 rames). Elle est basée sur la série 22000.

## Histoire
Les premières rames de la série 22600 ont été introduites le 1er avril 2009. La série a remporté un Laurel Prize en 2010.

## Services
Les rames sont affectées aux services Limited Express sur la plupart du réseau de la Kintetsu. Certaines rames sont équipées pour rouler sur la ligne principale Hanshin.

## Galerie photos

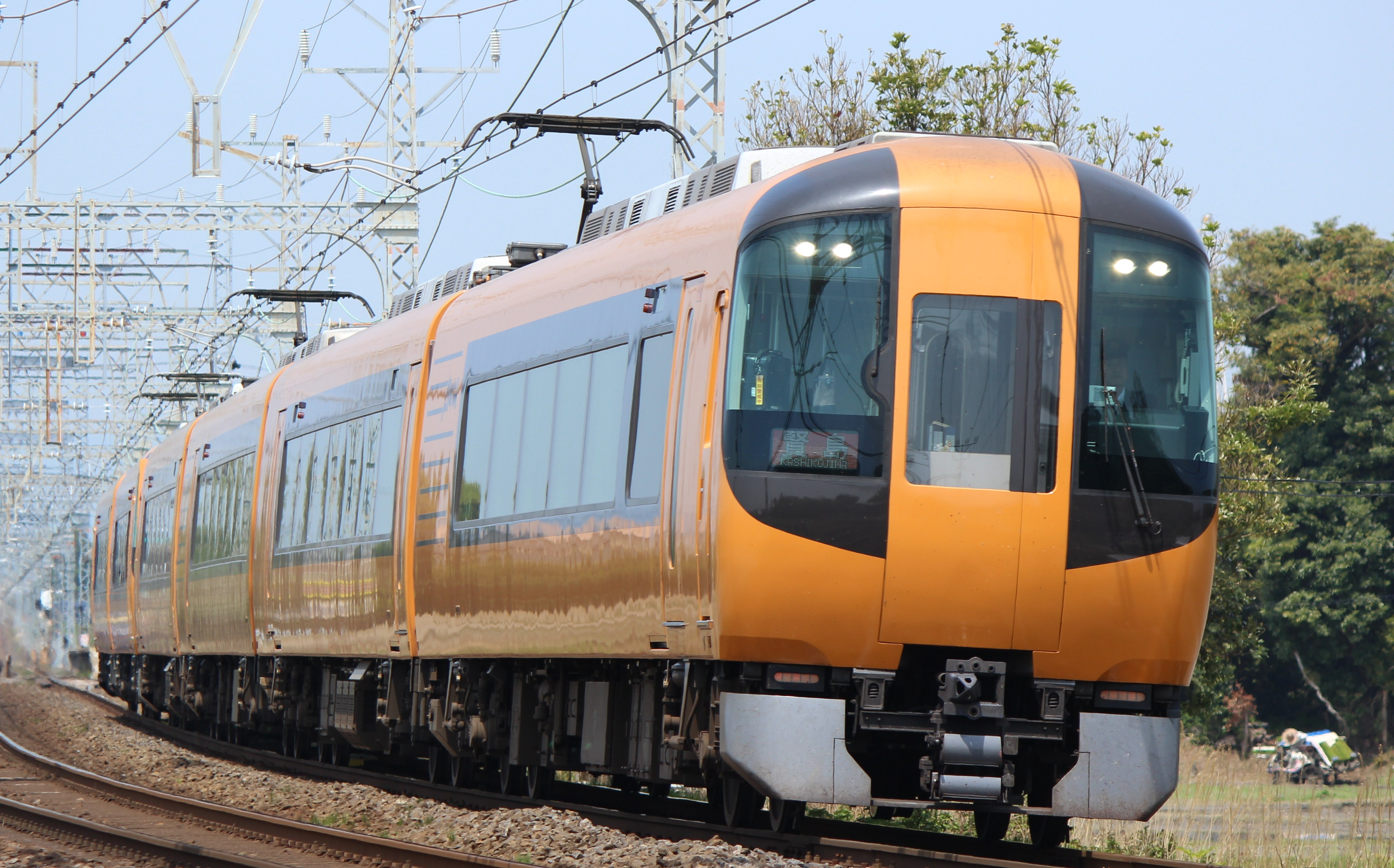
Première livrée.
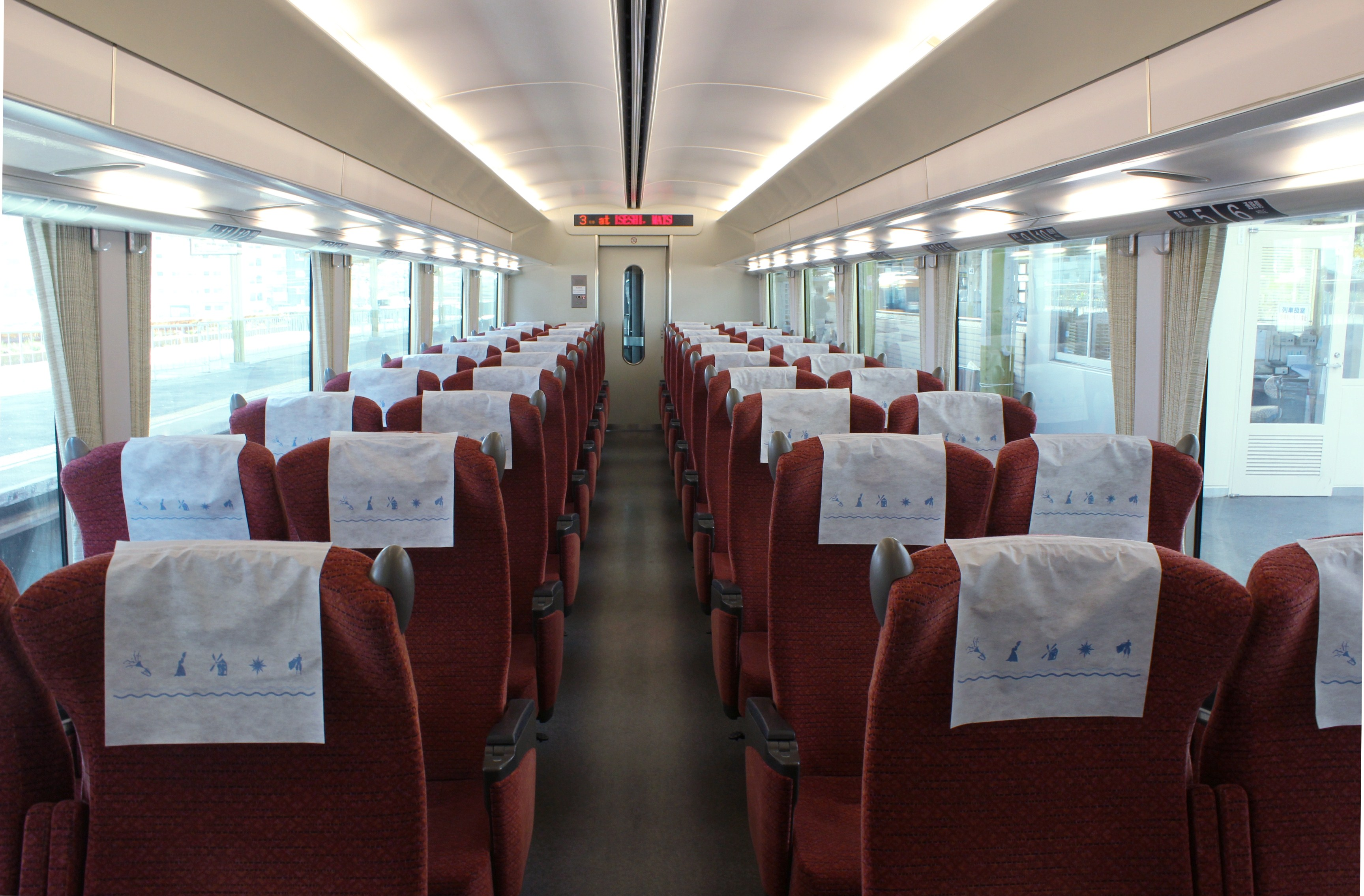
Intérieur de la classe standard.
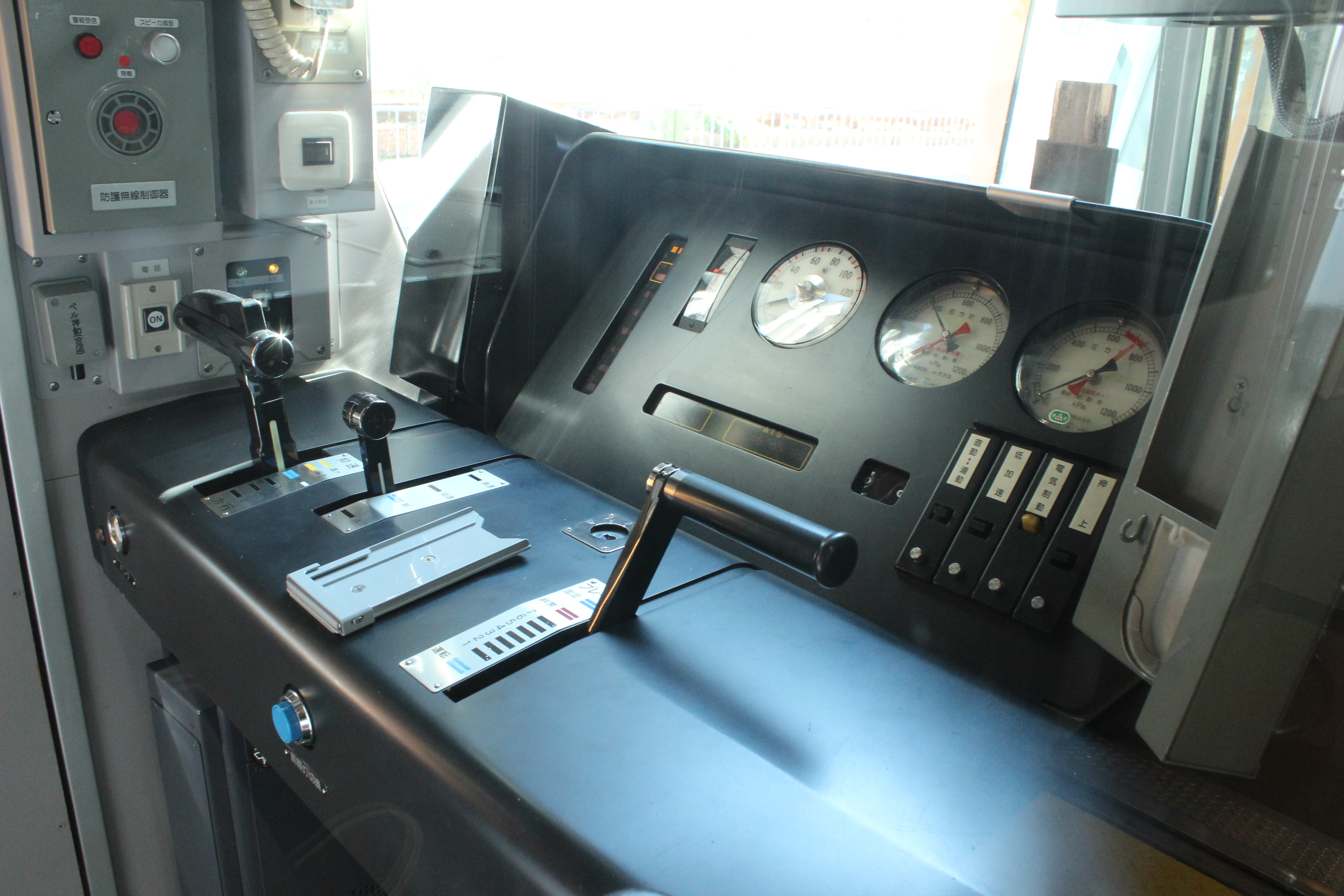
Cabine de conduite.